# Регби Парк
«Регби Парк» (англ. Rugby Park) — также известен по своему спонсорскому названию «ББСП Стадиум, Регби Парк» (англ. BBSP Stadium, Rugby Park), стадион в Килмарноке, домашняя арена клуба «Килмарнок», вместимость стадиона — 18 128 человек. Кроме футбола на стадионе два раза играла сборная Шотландии по регби, дважды стадион использовался как концертная площадка. Арена в том числе известна тем, что стала местом проведения вымышленного полуфинала Кубка Шотландии в фильме «Цена Победы».
Ранее «Килмарнок» играл на других площадках, последняя располагалась недалеко от нынешнего стадиона. Среди видов спорта, которые культивировались в клубе были крикет и регби. В честь последнего вида спорта был назван предыдущий стадион клуба, так как на нём изначально играли именно в регби. Когда «Килмарнок» переехал на новый стадион, его назвали так же. Западная трибуна стадиона названа в честь Фрэнка Битти — капитана «Килмарнока» в чемпионском сезоне.

## История
«Регби Парк» был открыт в 1899 году — в августе «Килмарнок» принимал на новом поле «Селтик». Первый матч на «Регби Парк» закончился со счётом 2-2, несмотря на то, что по ходу игры «Селтик» вёл 2-0. Этот же матч стал первым для «Килмарнока» в высшим дивизионе шотландского футбола. Первую победу на домашнем стадионе «Килли» одержали 16 сентября, победив «Сент-Бернар» 2-1. Изначально стадион имел беговую дорожку вокруг поля, одну трибуну и павильон с западной стороны.
5 марта 1910 года на «Регби Парк» прошёл первый международный матч. В рамках Домашнего Чемпионата сборная Шотландии принимала Уэльс и победила 1-0. На игру пришло 18 411 человек.
К 1935-у году стадион был отремонтирован и улучшен, но в годы Второй Мировой Войны «Регби Парк» был реквизирован для нужд армии: арена использовалась для хранения боеприпасов и горючего. Это привело к тому, что в 1945 году клубу вернули сильно изношенный и повреждённый стадион. Над его восстановлением и ремонтом работали итальянские и немецкие военнопленные. В 1959 году над Восточной трибуной была возведена крыша, а в 1961-м была перестроена Западная трибуна.
28 октября 1953 года на стадионе были установлены прожектора, в честь этого «Килмарнок» сыграл с «Манчестер Юнайтед» и проиграл 0-3. 7 апреля 1954 года стадион впервые принял команду из-за пределов Великобритании — «Килмарнок» победил австрийский клуб «Адмира». 16 апреля 1961 стадион впервые посетила команда не из Европы. Бразильский «Бангу» проиграл хозяевам стадиона 0-1. Рекорд посещаемости «Регби Парк» был установлен 10 марта 1962 года. В тот день «Рейнджерс» победил «Килмарнок» в 1/4 Кубка Шотландии со счётом 4-2. С трибун за игрой наблюдало 35 995 человек. 22 сентября 1964 года «Килмарнок» впервые принимал на «Регби Парк» соперника по международному турниру — обыграл «Айнтрахт» со счётом 5-1.
Уникальный случай для истории стадиона произошёл 11 февраля 1967 года. В тот день игру между «Килмарноком» и «Рейнджерс» на «Регби Парк» посетил премьер-министр СССР Алексей Косыгин. В его честь над стадионом развивался флаг СССР, а специальный гость был представлен командам перед началом игры.
В начале 1990-х годов возникла необходимость реконструкции стадиона и создания полностью сидячих трибун после публикации «Доклада Тейлора». Несмотря на обсуждение идей строительства нового стадиона всё же было решено реконструировать «Регби Парк». Были полностью перестроены три трибуны и сильно уменьшилась вместимость стадиона. Обновлённая арена была открыта 6 августа 1995 года товарищеским матчем с чемпионами Англии «Блэкберн Роверс». В 1997 году на стадион вновь сыграла сборная Шотландии, обыграв Эстонию 2-0. В том же году сборная сыграла свой третий и последний на данный момент матч на «Регби Парк». Через год на стадионе прошёл последний в истории финал Кубка Эйршира, в котором «Килли», отыгрался со счёта 0-2 и победил «Эр Юнайтед» 4-2.
В 2014 году на «Регби Парк» был постелен искусственный газон. В том же году на стадионе, названом в честь регби, впервые сыграла регбийная сборная Шотландии. Это был тестовый матч против сборной Тонга и он стал первым международным регбийным матчем на искусственном покрытие, который прошёл в Шотландии. Всего регбисты играли на «Регби Парк» дважды, второй матч прошёл в том же году с участием сборной.
В 2005 году на стадионе выступал Элтон Джон, а в 2016-м Род Стюарт.
Своё нынешнее официальное название стадион получил в 2020 году, после того как компания мажоритарного акционера «Килмарнока» Билли Боуи заключила сделку по увеличению инвестиций в клуб. В знак уважениям к местным традициям и истории стадиона название фирмы спонсора объединили с оригинальным названием стадиона — «ББСП, Регби Парк».
22 октября 2022 года на стадионе прошёл первый матч с применением системы VAR.

## Панорама стадиона

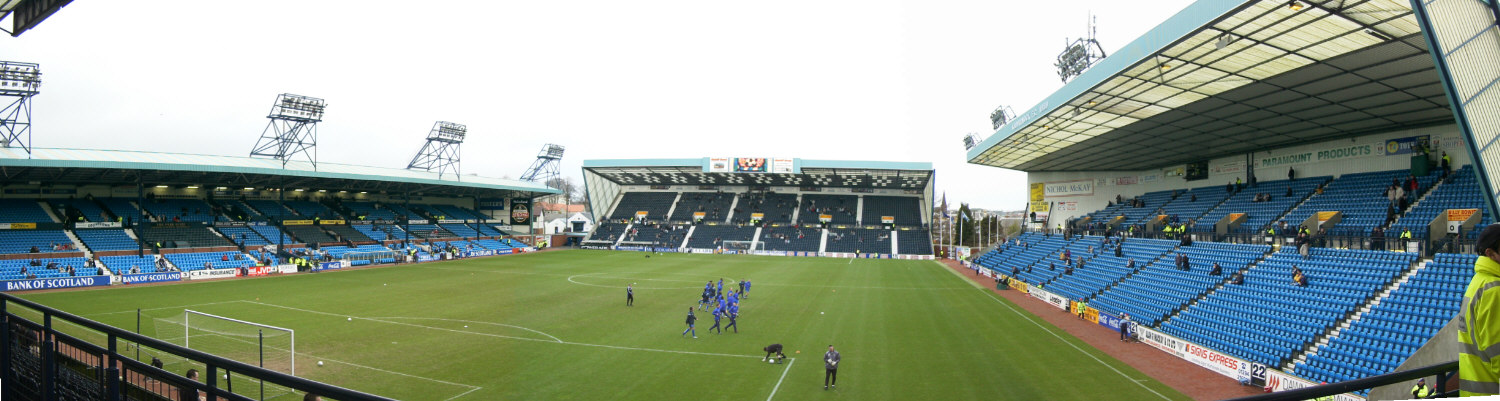